# In just hours
In just hours es una película dramática ugandesa escrita y dirigida por Usama Mukwaya.

## Sinopsis
Peter recibe novedades sobre el padecimiento que ha tenido desde hace algún tiempo. Extrañamente, su condición está por volverse fatal en las próximas horas y si no se trata rápida y cuidadosamente, es posible que no vuelva a ser sexualmente productivo.

## Elenco
- Ssentongo Isaac como Peter
- Allen Musumba
- Verónica Nakayo
- Shafique Ssenyange

## Producción
Fue producida a través del Centro de Artes Escénicas y Cinematográficas Mariam Ndagire en el marco del proyecto Movie Furnace. Ganó en la categoría mejor película en la segunda temporada de la competencia.

## Lanzamiento
Se estrenó en el Festival Internacional de Cine de la Diáspora del Nilo y luego se proyectó en el Festival de Cine de Derechos Humanos de Manya. También fue nominada en el 4º Festival Internacional de Cine Pearl como mejor película estudiantil bajo el MNFPAC.